# Roma canta
Roma canta fu il secondo album inciso da Gabriella Ferri.

## Descrizione
Il disco pubblica per la prima volta in LP cinque singoli incisi in gran parte con Luisa De Santis. Con la stessa è anche il brano inedito Si no me moro, inciso nel 1963. Dal primo LP della Ferri viene ripreso Barcarolo romano.

## Tracce
Lato A
1. La società dei magnaccioni (Anonimo)(con Luisa De Santis; già edito su 45 giri Jolly J 20239)
2. Barcarolo romano (già edito su 45 giri Jolly J 20368 e 33 giri Joker SM 3040)
3. La povera Cecilia (Americo Giuliani) (con Luisa De Santis; già edito su 45 giri Jolly J 20279)
4. Maremma (con Luisa De Santis; già edito su 45 giri Jolly J 20324)
5. Stornelli di Porta Romana (con Luisa De Santis; già edito su 45 giri Jolly J 20324)
6. Sciuri sciuri (con Luisa De Santis; già edito su 45 giri Jolly J 20256)

Lato B
1. Aritornelli romaneschi (già edito su 45 giri Jolly J 20368)
2. La gente di campagna (già edito su 45 giri Jolly J 20384)
3. Si no me moro (con Luisa De Santis)
4. È tutta robba mia (con Luisa De Santis; già edito su 45 giri Jolly J 20279)
5. Alla renella (con Luisa De Santis; già edito su 45 giri Jolly J 20239)
6. Vitti 'na crozza (con Luisa De Santis; già edito su 45 giri Jolly J 20256)